# Eutima modesta
Eutima modesta är en nässeldjursart som först beskrevs av Gustav Hartlaub 1909.  Eutima modesta ingår i släktet Eutima och familjen Eirenidae.
Artens utbredningsområde är Indiska oceanen. Inga underarter finns listade i Catalogue of Life.